# Таджура (місто, Джибуті)
Таджура (араб. تجرة; фр. Tadjoura) — місто в Джибуті, адміністративний центр однойменного регіону.

## Географія
Населений пункт розташовується у центрі країни на північ від столиці.

### Клімат
Місто лежить у зоні, котра характеризується кліматом тропічних пустель. Найтепліший місяць — липень із середньою температурою 35.2 °C (95.4 °F). Найхолодніший місяць — січень, із середньою температурою 24.9 °С (76.8 °F).
| Клімат Таджури          | Клімат Таджури | Клімат Таджури | Клімат Таджури | Клімат Таджури | Клімат Таджури | Клімат Таджури | Клімат Таджури | Клімат Таджури | Клімат Таджури | Клімат Таджури | Клімат Таджури | Клімат Таджури | Клімат Таджури |
| Показник                | Січ.           | Лют.           | Бер.           | Квіт.          | Трав.          | Черв.          | Лип.           | Серп.          | Вер.           | Жовт.          | Лист.          | Груд.          | Рік            |
| Середня температура, °C | 24,9           | 25,6           | 26,9           | 28,7           | 30,7           | 33,4           | 35,2           | 34,7           | 32,3           | 29,1           | 26,8           | 25,3           | 29,5           |
| Норма опадів, мм        | 9.7            | 5.4            | 12             | 18.6           | 9.1            | 0.7            | 14.8           | 17.4           | 6.4            | 8.3            | 10.2           | 9.3            | 121.9          |
| Днів з опадами          | 1,3            | 1,2            | 0,9            | 1              | 1,2            | 1,1            | 1,4            | 1,6            | 1,3            | 1,4            | 0,4            | 1,1            | 13,9           |
| Вологість повітря, %    | 83             | 82.1           | 82             | 83.3           | 82.4           | 72             | 62.2           | 66             | 78             | 79.4           | 81.1           | 83.5           | 77.9           |
| ----------------------- | -------------- | -------------- | -------------- | -------------- | -------------- | -------------- | -------------- | -------------- | -------------- | -------------- | -------------- | -------------- | -------------- |
| Джерело: Weatherbase    |                |                |                |                |                |                |                |                |                |                |                |                |                |